# Riksfiskal
Riksfiskal var ett ämbete i Sverige enligt 1634 års regeringsform.
När Svea hovrätt inträttades 1614 tilldelades domstolen två fiskaler, vara den ene skulle tjänstgöra som allmän åklagare å regeringens (kungens) vägnar. I 1634 års regeringsform kallades detta ämbete för riksfiskal. Riksfiskalen motsvaras idag av justitiekanslern i Sverige.